# Яким Алулов
Яким Алулов е български революционер, Стружки войвода на Вътрешната македоно-одринска революционна организация.

## Биография
Яким Алулов е роден през 1845 година във Вевчани, тогава в Османската империя. Присъединява се към ВМОРО през 1901 година и става четник при Тале Горанов. От 1903 година Яким Алулов е районен войвода в Горен (Стружки) Дримкол и тогава за кратко негов секретар е Лука Групчев. През Илинденско-Преображенското въстание Яким Алулов ръководи чета в Стружки Дримкол.
Милан Матов, който през 1903-1904 година е член на Градското ръководно тяло на ТМОРО в Струга, описва Алулов като „недостатъчно развит“ и „непокорен“, компрометирал се публично „в сделки с пари“ и с „леки жени“, поради което Матов и Христо Узунов (член на Околийското ръководно тяло в Охрид) взимат решение за убийството му. През декември 1903 година Алулов е убит от охридчанеца Кольо Касапчето във Вишни.